# Brooks (Georgia)
Brooks è una città degli Stati Uniti d'America, situata in Georgia, nella Contea di Fayette.